# 広州地下鉄18号線
広州地下鉄18号線（こうしゅうちかてつ18ごうせん、中文表記: 广州地铁18号线、英文表記: Guangzhou Metro Line 18）、別名南北快線は、中華人民共和国広東省広州市天河区の冼村と南沙区の万頃沙を結ぶ広州地下鉄の路線系統である。広州地鉄集団有限公司が運営する。ラインカラーは■群青色（地下鉄は「湾区藍」と呼ぶ）。路線距離58.3キロで、2023年現在、中国本土において最長（計画上）かつ最速の地下鉄路線である。南北方向で8駅、1車両基地、1停車場がある。8両編成のD型列車を使用。
本線冼村 - 万頃沙間は2021年9月28日に開業、残りの区間（冼村 - 広州東駅間）は建設中。18号線系統内では、北延伸線（広州東駅 - 花城街間）は広花都市間鉄道と呼び、その建設は2021年9月に開始。南延伸線は南中珠都市間鉄道と呼び、現在計画中。未来、18号線本線は系統内で両延伸線と直通運転し、18号線系統外で芳白都市間鉄道（22号線北延伸線）、広清都市間鉄道と直通運転する予定である。

## 概要

18号線の路線図。

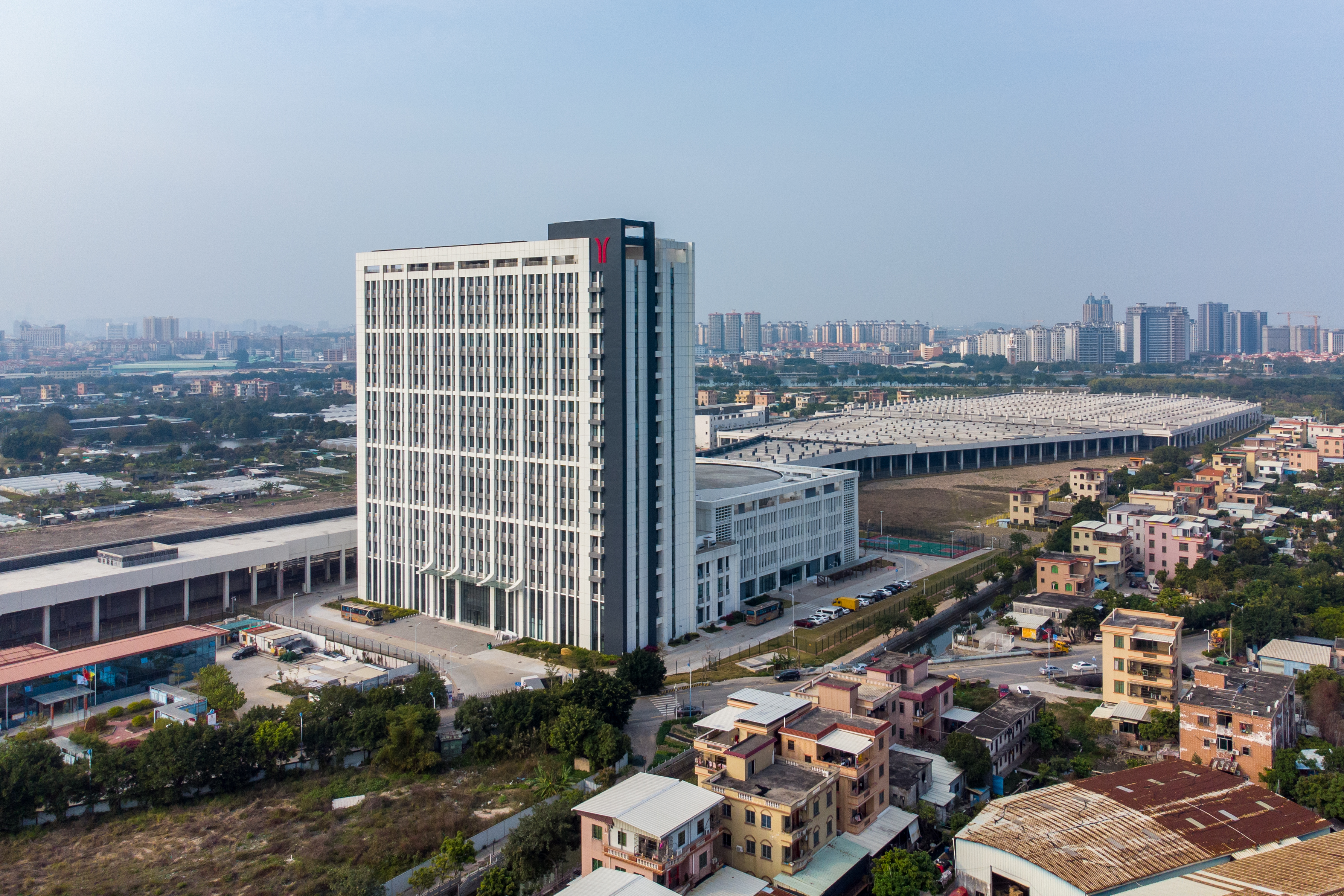
隴枕停車場

18号線は線網計画の中では十字型の市域快速路線の一つである「南北快線」として位置づけられている。（もう一つは計画中の28号線）なお、速度上広州市初の高速地下鉄路線である。本線は南沙区の万頃沙から、番禺広場を経て広州市の中心部である珠江新城の冼村まで南北方向に走行するルートをとる。途中に番禺広場、海珠湿地公園、琶洲、海心沙島などを経由。今後広州東駅まで延伸する予定である。
本線の万頃沙 - 広州東駅間全長61.3 kmで、地下線を走る。総計9駅の中に乗換駅8駅ある。平均駅間距離は7.6km、最小駅間距離は竜潭 - 磨碟沙間の2.3 km、最大駅間距離は横瀝 - 番禺広場間の26.0 kmである。横瀝 - 番禺広場間に緊急避難用ホーム二か所が設置され、その中に魚窩頭ホームは正式な駅として開業することができるという。
本線は万頃沙車両基地と隴枕停車場を使用している。なお、8号線の赤沙滘主変電所を使用し、18号線の電力供給を行っている。運転指令所は隴枕停車場内にある隴枕コントロールセンター。該当運転指令所は18号線、22号線などの都市間鉄道路線の指令業務を行っている。

## 沿革

### 計画
- 2015年3月 - 18号線建設計画告示。
  - 当初は芳村 - 広州南駅 - 祈福新邨 - 番禺広場 - 欖核 - 大崗 - 横瀝 - 万頃沙間のルート、すなわち現在の22号線のルートをとる[6]。
- 2015年12月 - 22号線と路線番号を交換、「南沙快線」と位置付けた。
  - 広州市中心部の珠江新城 - 番禺広場 - 番禺大道南 - 横瀝 - 万頃沙間のルートをとることになった[7]。
  - 南沙区にある広東自由貿易区を発展させるため、快速路線として18号線の先行建設を決定[8][9]。
- 2016年 - 快速列車の走行速度の確保を理由に沙溪駅を建設計画から削除。
  - 地元住民が削除案に反発し、陳情書を広州市発改委に提出した結果[10][11]、削除案撤回。
- 2017年4月 - 18号線の環境アセスメント期間中に、体育東路（すなわち体育中心駅）[12]や魚窩頭[13]などの場所で駅を増設するよう呼び掛ける声が浮上[14]。
  - しかし、広州市国土規画委員会は、快速列車の走行速度を確保するため、駅増設案を断念という見方を示した[15]。

### 建設
- 2017年8月14日 - 広東省発改委により工事実行可能性研究報告を可決[16]。
- 2018年8月29日 - 18号線・22号線掘進工事着工[17]。
- 2019年10月 - 横瀝 - 番禺広場間複線トンネル貫通[18]。
- 2019年12月 - 同年12月，横瀝駅構造工事完了。
  - 18号線初の構造工事完了駅である[19]。
- 2020年7月10日 - 横瀝 - 番禺広場間レール敷設開始[20]。
- 2020年11月12日 - 珠江を渡る磨碟沙 - 冼村間右線トンネル貫通[21]。
- 2021年3月3日 - 横瀝 - 番禺広場間に走行試験を開始[22]。
- 2021年3月7日 - 列車加速試験が行われ、最高速度176 km/hに達した[23]。
- 2021年4月2日 - 万頃沙 - 冼村間全線トンネル貫通[24]。
- 2021年4月22日 - 万頃沙 - 冼村間全線全線レール敷設完了[25][26]。
- 2021年5月16日 - 番禺広場 - 冼村間に走行試験を完了[27]。
- 2021年5月20日 - 万頃沙 - 冼村間全線で列車加速試験を完了[28]。
- 2021年6月3日 - 万頃沙 - 冼村間全線の所有・運営・管理権を運営側に移管開始、8月に移管完了[29][30][31]。
- 2022年3月 - 残りの冼村 - 広州東駅間着工[32]。
  - 該当区間は2023年に竣工予定だったが、諸事情により竣工期限を2024年に後回し[33]。
- 2022年12月現在 - 土木建築工事進捗は17%、早期準備駅は1駅、土木工事中の区間は1つ。

### 運営
- 2021年9月28日午後14時 - 本線万頃沙 - 冼村間開業[2]。
- 2022年7月20日 - 広東城際鉄路運営有限公司が南沙港物流公司と提携し、冼村 → 万頃沙間に貨物輸送サービスを試行[34]。
- 2022年9月28日 - 地下鉄は磨碟沙駅を快速駅に指定[35]。
- 2024年9月28日 - 地下鉄は南村万博駅を快速駅に指定。

## 駅一覧
- ●：各駅停車駅、●：快速停車駅、｜：停車せず。
- 駅名欄の背景色が■で、駅名が斜体字で表示されている駅は未開業の駅であることを表す。駅名は仮称で、駅番号は仮番号である。

| 快速                                                   | 各駅 停車                                              | 駅番号                                                 | 駅名                                                   | 駅名                                                   | 駅名                                                   | 駅間 キロ                                              | 営業 キロ                                              | 接続路線・備考                                         | 所在地                                                 | 所在地                                                 |
| 快速                                                   | 各駅 停車                                              | 駅番号                                                 | 日本語                                                 | 簡体字中国語                                           | 英語                                                   | 駅間 キロ                                              | 営業 キロ                                              | 接続路線・備考                                         | 所在地                                                 | 所在地                                                 |
| 広清都市間鉄道連絡線（18号線北延伸線支線） [表示/隠す] | 広清都市間鉄道連絡線（18号線北延伸線支線） [表示/隠す] | 広清都市間鉄道連絡線（18号線北延伸線支線） [表示/隠す] | 広清都市間鉄道連絡線（18号線北延伸線支線） [表示/隠す] | 広清都市間鉄道連絡線（18号線北延伸線支線） [表示/隠す] | 広清都市間鉄道連絡線（18号線北延伸線支線） [表示/隠す] | 広清都市間鉄道連絡線（18号線北延伸線支線） [表示/隠す] | 広清都市間鉄道連絡線（18号線北延伸線支線） [表示/隠す] | 広清都市間鉄道連絡線（18号線北延伸線支線） [表示/隠す] | 広清都市間鉄道連絡線（18号線北延伸線支線） [表示/隠す] | 広清都市間鉄道連絡線（18号線北延伸線支線） [表示/隠す] |
| ------------------------------------------------------ | ------------------------------------------------------ | ------------------------------------------------------ | ------------------------------------------------------ | ------------------------------------------------------ | ------------------------------------------------------ | ------------------------------------------------------ | ------------------------------------------------------ | ------------------------------------------------------ | ------------------------------------------------------ | ------------------------------------------------------ |
|                                                        |                                                        | ↑ 広清都市間鉄道と直通運転                             | ↑ 広清都市間鉄道と直通運転                             | ↑ 広清都市間鉄道と直通運転                             | ↑ 広清都市間鉄道と直通運転                             | ↑ 広清都市間鉄道と直通運転                             | ↑ 広清都市間鉄道と直通運転                             | ↑ 広清都市間鉄道と直通運転                             | 広東省広州市                                           | 花都区                                                 |
|                                                        |                                                        |                                                        | 花都駅                                                 | 花都站                                                 | Huadu Railway Station                                  | -                                                      | -                                                      | ■9号線 広州北駅 903 中国国鉄 広州北駅                  | 広東省広州市                                           | 花都区                                                 |
|                                                        |                                                        | ↓ 応湖信号場を経由し北延伸線に接続                     |                                                        |                                                        |                                                        |                                                        |                                                        |                                                        | 広東省広州市                                           | 花都区                                                 |
| 広花都市間鉄道（18号線北延伸線） [表示/隠す]           |                                                        |                                                        |                                                        |                                                        |                                                        |                                                        |                                                        |                                                        |                                                        |                                                        |
|                                                        |                                                        |                                                        | 花城街駅                                               | 花城街站                                               | Huachengjie                                            | -                                                      | -                                                      | 広仏環状線                                             | 広東省広州市                                           | 花都区                                                 |
|                                                        |                                                        |                                                        | 馬鞍山公園駅                                           | 马鞍山公园站                                           | Ma'anshan Park                                         | -                                                      | -                                                      | ■9号線 広州北駅 907                                    | 広東省広州市                                           | 花都区                                                 |
|                                                        |                                                        |                                                        | 鳳凰南路駅                                             | 凤凰南路站                                             | Fenghuang Nanlu                                        | -                                                      | -                                                      |                                                        | 広東省広州市                                           | 花都区                                                 |
|                                                        |                                                        | 応湖信号場を経由                                       | 応湖信号場を経由                                       | 応湖信号場を経由                                       | 応湖信号場を経由                                       | 応湖信号場を経由                                       | 応湖信号場を経由                                       | 応湖信号場を経由                                       | 広東省広州市                                           | 白雲区                                                 |
|                                                        |                                                        | 22号線北延伸線機場北駅まで直通運転可能 →               |                                                        |                                                        |                                                        |                                                        |                                                        |                                                        | 広東省広州市                                           | 白雲区                                                 |
|                                                        |                                                        |                                                        | 方石駅                                                 | 方石站                                                 | Fangshi                                                | -                                                      | -                                                      | ■22号線（芳白都市間鉄道）（未開業）                    | 広東省広州市                                           | 白雲区                                                 |
|                                                        |                                                        |                                                        | 白雲城市中心駅                                         | 白云城市中心站                                         | Baiyun Urban Center                                    | -                                                      | -                                                      | ■22号線（芳白都市間鉄道）（未開業）                    | 広東省広州市                                           | 白雲区                                                 |
|                                                        |                                                        |                                                        | 白雲東平駅                                             | 白云东平站                                             | Baiyun Dongping                                        | -                                                      | -                                                      | ■14号線 1402                                           | 広東省広州市                                           | 白雲区                                                 |
|                                                        |                                                        |                                                        | 京溪路駅                                               | 京溪路站                                               | Jingxi Lu                                              | -                                                      | -                                                      |                                                        | 広東省広州市                                           | 白雲区                                                 |
|                                                        |                                                        | ↓ 本線に接続                                           | ↓ 本線に接続                                           | ↓ 本線に接続                                           | ↓ 本線に接続                                           | ↓ 本線に接続                                           | ↓ 本線に接続                                           | ↓ 本線に接続                                           | 広東省広州市                                           | 天河区                                                 |
| 18号線本線                                             |                                                        |                                                        |                                                        |                                                        |                                                        |                                                        |                                                        |                                                        |                                                        |                                                        |
|                                                        |                                                        | ↑ 広花都市間鉄道（18号線北延伸線）に接続               | ↑ 広花都市間鉄道（18号線北延伸線）に接続               | ↑ 広花都市間鉄道（18号線北延伸線）に接続               | ↑ 広花都市間鉄道（18号線北延伸線）に接続               | ↑ 広花都市間鉄道（18号線北延伸線）に接続               | ↑ 広花都市間鉄道（18号線北延伸線）に接続               | ↑ 広花都市間鉄道（18号線北延伸線）に接続               | 広東省広州市                                           | 白雲区                                                 |
|                                                        |                                                        | 1809                                                   | 広州東駅                                               | 广州东站                                               | Guangzhou East Railway Station                         | -                                                      | -                                                      | ■1号線 116 ■3号線 318 ■11号線 中国国鉄 広州東駅        | 広東省広州市                                           | 天河区                                                 |
| ●                                                      | ●                                                      | 1808                                                   | 冼村駅                                                 | 冼村站                                                 | Xiancun                                                | 3.9                                                    | 57.8                                                   | ■13号線（未開業）                                      | 広東省広州市                                           | 天河区                                                 |
| ●                                                      | ●                                                      | 1807                                                   | 磨碟沙駅                                               | 磨碟沙站                                               | Modiesha                                               | 2.1                                                    | 53.9                                                   | ■8号線 825 ■28号線（未開業）                           | 広東省広州市                                           | 海珠区                                                 |
| ｜                                                     | ●                                                      | 1806                                                   | 龍潭駅                                                 | 龙潭站                                                 | Longtan                                                | 5.1                                                    | 51.8                                                   | ■11号線                                                | 広東省広州市                                           | 海珠区                                                 |
| ｜                                                     | ●                                                      | 1805                                                   | 沙渓駅                                                 | 沙溪站                                                 | Shaxi                                                  | 3.8                                                    | 46.7                                                   |                                                        | 広東省広州市                                           | 番禺区                                                 |
| ●                                                      | ●                                                      | 1804                                                   | 南村万博駅                                             | 南村万博站                                             | Nancun Wanbo                                           | 9.3                                                    | 42.9                                                   | ■7号線 706                                             | 広東省広州市                                           | 番禺区                                                 |
| ●                                                      | ●                                                      | 1803                                                   | 番禺広場駅                                             | 番禺广场站                                             | Panyu Square                                           | 25.8                                                   | 33.6                                                   | ■3号線 301 ■22号線 2201                                | 広東省広州市                                           | 番禺区                                                 |
| ●                                                      | ●                                                      | 1802                                                   | 横瀝駅                                                 | 横沥站                                                 | Hengli                                                 | 7.8                                                    | 7.8                                                    |                                                        | 広東省広州市                                           | 南沙区                                                 |
| ●                                                      | ●                                                      | 1801                                                   | 万頃沙駅                                               | 万顷沙站                                               | Wanqingsha                                             | -                                                      | 0.0                                                    | 中国国鉄 南沙駅（未開業）                              | 広東省広州市                                           | 南沙区                                                 |
|                                                        |                                                        | ↓ 南中珠都市間鉄道（18号線南延伸線）に接続             |                                                        |                                                        |                                                        |                                                        |                                                        |                                                        | 広東省広州市                                           | 南沙区                                                 |
| 南中珠都市間鉄道（18号線南延伸線）本線 [表示/隠す]     |                                                        |                                                        |                                                        |                                                        |                                                        |                                                        |                                                        |                                                        |                                                        |                                                        |
|                                                        |                                                        | ↑ 本線に接続                                           | ↑ 本線に接続                                           | ↑ 本線に接続                                           | ↑ 本線に接続                                           | ↑ 本線に接続                                           | ↑ 本線に接続                                           | ↑ 本線に接続                                           | 広東省広州市                                           | 南沙区                                                 |
|                                                        |                                                        |                                                        | 十涌駅                                                 | 十涌站                                                 | Shichong                                               | -                                                      | -                                                      |                                                        | 広東省広州市                                           | 南沙区                                                 |
|                                                        |                                                        |                                                        | 十二涌駅                                               | 十二涌站                                               | Shi'erchong                                            | -                                                      | -                                                      |                                                        | 広東省広州市                                           | 南沙区                                                 |
|                                                        |                                                        |                                                        | 十六涌駅                                               | 十六涌站                                               | Shiliuchong                                            | -                                                      | -                                                      |                                                        | 広東省広州市                                           | 南沙区                                                 |
|                                                        |                                                        |                                                        | 香山駅                                                 | 香山站                                                 | Xiangshan                                              | -                                                      | -                                                      | 深中都市間鉄道（未開業）                               | 広東省中山市                                           | 南朗鎮                                                 |
|                                                        |                                                        | ← 南中珠都市間鉄道（18号線南延伸線）中山支線に接続     |                                                        |                                                        |                                                        |                                                        |                                                        |                                                        | 広東省中山市                                           | 南朗鎮                                                 |
|                                                        |                                                        |                                                        | 馬鞍島駅                                               | 马鞍岛站                                               | Ma'andao                                               | -                                                      | -                                                      |                                                        | 広東省中山市                                           | 南朗鎮                                                 |
|                                                        |                                                        |                                                        | 翠亨新区南駅                                           | 翠亨新区南站                                           | Cuihengxinqu'nan                                       | -                                                      | -                                                      |                                                        | 広東省中山市                                           | 南朗鎮                                                 |
|                                                        |                                                        |                                                        | 南朗東駅                                               | 南朗东站                                               | Nanlangdong                                            | -                                                      | -                                                      |                                                        | 広東省中山市                                           | 南朗鎮                                                 |
|                                                        |                                                        |                                                        | 翠雲路駅                                               | 翠云路站                                               | Cuiyun Lu                                              | -                                                      | -                                                      |                                                        | 広東省中山市                                           | 南朗鎮                                                 |
|                                                        |                                                        |                                                        | 珠海北駅                                               | 珠海北站                                               | Zhuhai North Railway Station                           | -                                                      | -                                                      | 広珠都市間鉄道                                         | 広東省珠海市                                           | 香洲区                                                 |
|                                                        |                                                        |                                                        | 後環駅                                                 | 后环站                                                 | Houhuan                                                | -                                                      | -                                                      |                                                        | 広東省珠海市                                           | 香洲区                                                 |
|                                                        |                                                        |                                                        | 後環東駅                                               | 后环东站                                               | Houhuandong                                            | -                                                      | -                                                      |                                                        | 広東省珠海市                                           | 香洲区                                                 |
|                                                        |                                                        |                                                        | 唐楽路駅                                               | 唐乐路站                                               | Tangle Lu                                              | -                                                      | -                                                      |                                                        | 広東省珠海市                                           | 香洲区                                                 |
|                                                        |                                                        |                                                        | 香洲駅                                                 | 香洲站                                                 | Xiangzhou                                              | -                                                      | -                                                      |                                                        | 広東省珠海市                                           | 香洲区                                                 |
|                                                        |                                                        |                                                        | 檸溪駅                                                 | 柠溪站                                                 | Ningxi                                                 | -                                                      | -                                                      |                                                        | 広東省珠海市                                           | 香洲区                                                 |
|                                                        |                                                        |                                                        | 九洲大道駅                                             | 九洲大道站                                             | Jiuzhou Dadao                                          | -                                                      | -                                                      |                                                        | 広東省珠海市                                           | 香洲区                                                 |
|                                                        |                                                        |                                                        | 拱北口岸駅                                             | 拱北口岸站                                             | Gongbei Checkpoint                                     | -                                                      | -                                                      | 広珠都市間鉄道 珠海駅 珠機都市間鉄道 珠海駅            | 広東省珠海市                                           | 香洲区                                                 |
| 南中珠都市間鉄道（18号線南延伸線）中山支線 [表示/隠す] |                                                        |                                                        |                                                        |                                                        |                                                        |                                                        |                                                        |                                                        |                                                        |                                                        |
|                                                        |                                                        |                                                        | 香山駅                                                 | 香山站                                                 | Xiangshan                                              | -                                                      | -                                                      | 深中都市間鉄道（未開業）                               | 広東省中山市                                           | 南朗鎮                                                 |
|                                                        |                                                        | ↑ 南中珠都市間鉄道（18号線南延伸線）本線に接続         |                                                        |                                                        |                                                        |                                                        |                                                        |                                                        | 広東省中山市                                           | 南朗鎮                                                 |
|                                                        |                                                        |                                                        | 火炬東駅                                               | 火炬东站                                               | Huojudong                                              | -                                                      | -                                                      |                                                        | 広東省中山市                                           | 中山港街道                                             |
|                                                        |                                                        |                                                        | 火炬駅                                                 | 火炬站                                                 | Huoju                                                  | -                                                      | -                                                      |                                                        | 広東省中山市                                           | 中山港街道                                             |
|                                                        |                                                        |                                                        | 張家辺駅                                               | 张家边站                                               | Zhangjiabian                                           | -                                                      | -                                                      |                                                        | 広東省中山市                                           | 中山港街道                                             |
|                                                        |                                                        |                                                        | 中山駅                                                 | 中山站                                                 | Zhongshan Railway Station                              | -                                                      | -                                                      | 広珠都市間鉄道                                         | 広東省中山市                                           | 中山港街道                                             |
|                                                        |                                                        |                                                        | 岐江新城駅                                             | 岐江新城站                                             | Qijiang Newtown                                        | -                                                      | -                                                      |                                                        | 広東省中山市                                           | 石岐街道                                               |
|                                                        |                                                        |                                                        | 総部経済区駅                                           | 总部经济区站                                           | Headquarters Economy Zone                              | -                                                      | -                                                      |                                                        | 広東省中山市                                           | 石岐街道                                               |
|                                                        |                                                        |                                                        | 石岐駅                                                 | 石岐站                                                 | Shiqi                                                  | -                                                      | -                                                      |                                                        | 広東省中山市                                           | 石岐街道                                               |
|                                                        |                                                        |                                                        | 興中駅                                                 | 兴中站                                                 | Xingzhonng                                             | -                                                      | -                                                      |                                                        | 広東省中山市                                           | 东区街道                                               |

## 運転形態

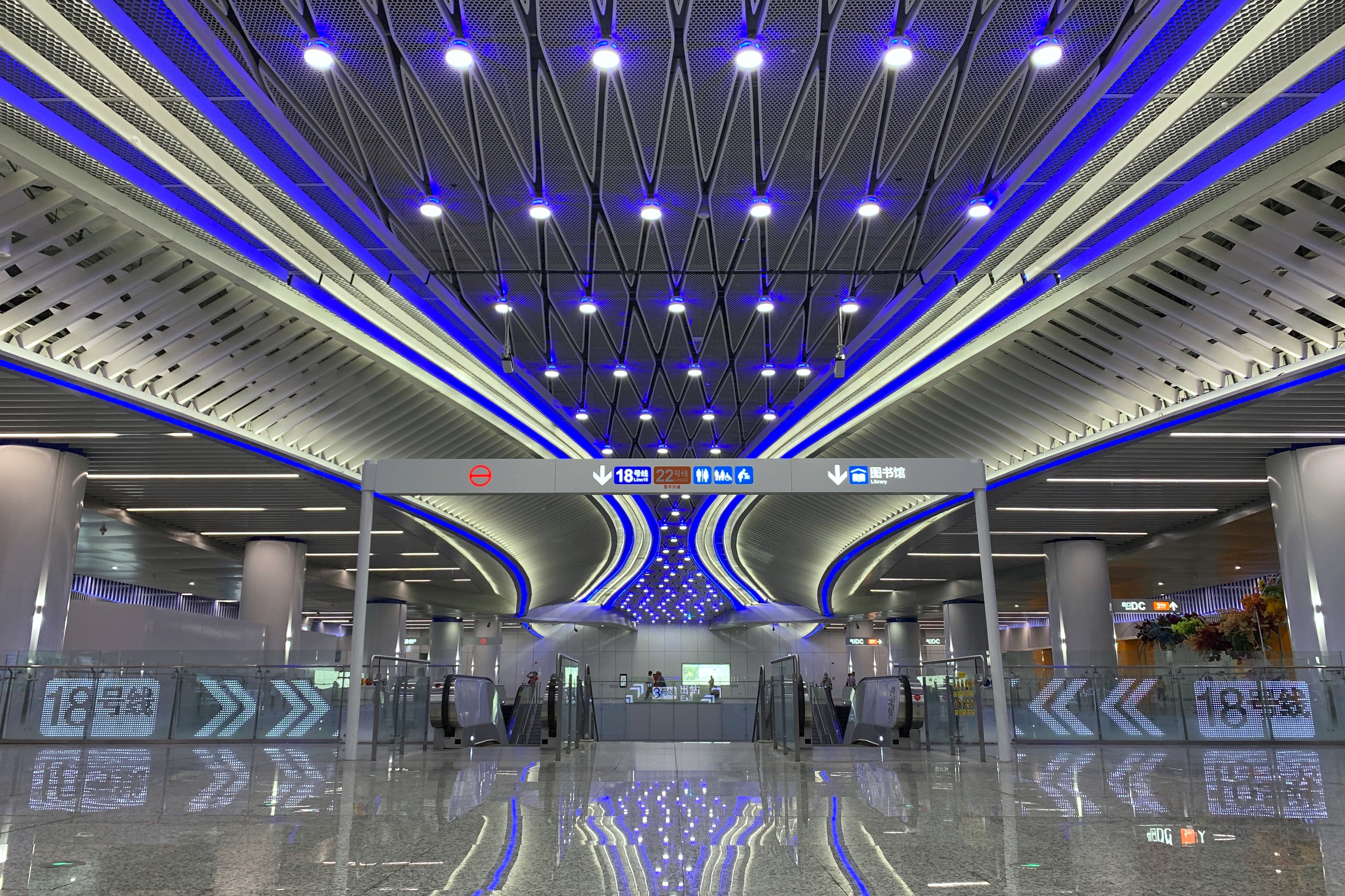
番禺広場駅18/22号線コンコース北側

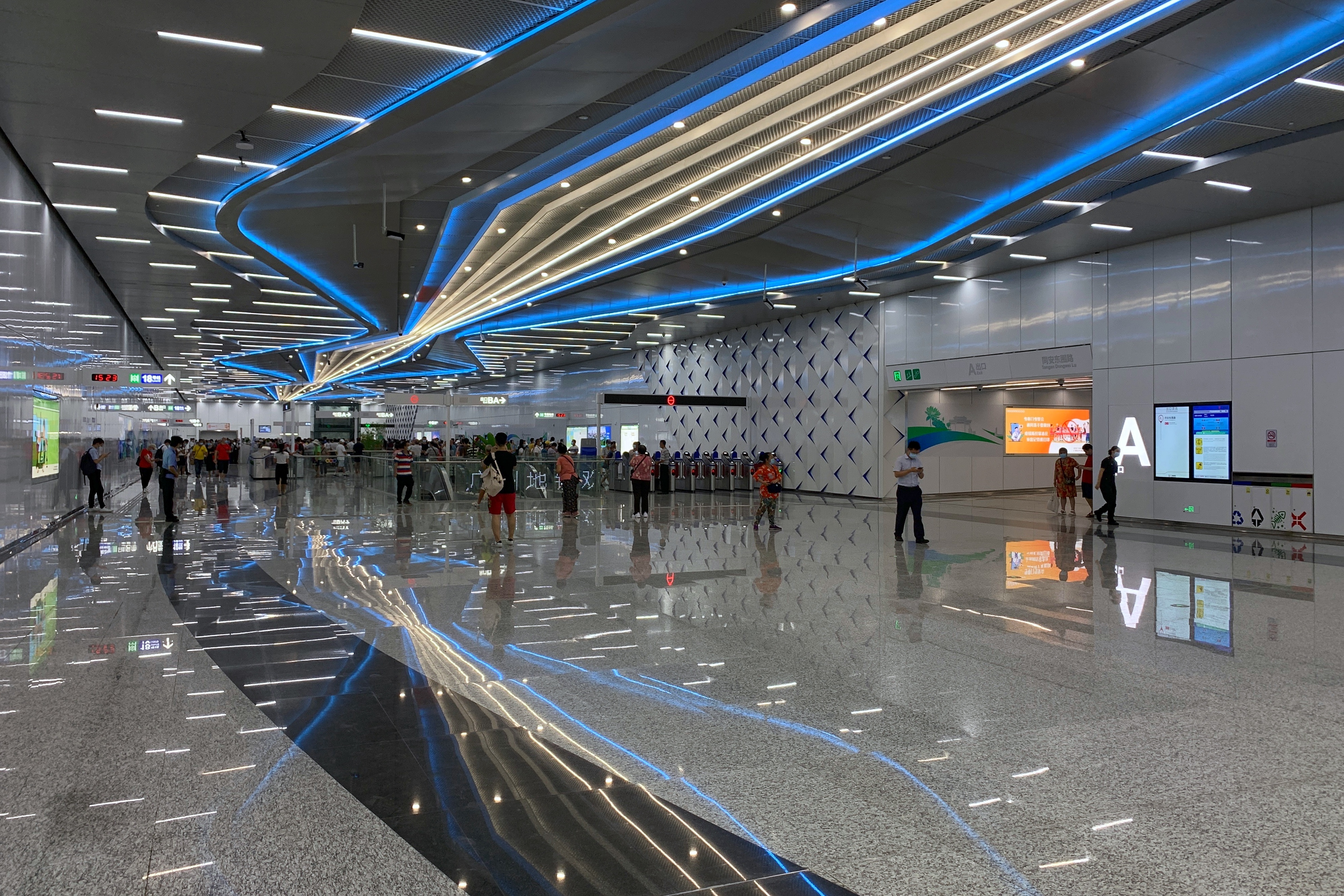
万頃沙駅ホーム

磨碟沙駅、竜潭駅、沙溪駅、南村万博駅には緩行停車線・越行線が設けられており、緩急分離運転が行われている。緩行線を各駅停車の列車が、越行線を快速列車が走行する。
2022年4月16日のダイヤ改正以降、18号線は以下の運転形態をとっている。
- 各駅停車：平日ラッシュ時4分22秒に1本、それ以外は7分30秒-10分間に1本程度の運転である。全線走行時間42分間。
  - 停車駅は万頃沙 - 冼村間。
- 快速：ラッシュ時35分間に1本、それ以外は40分間に1本程度の運転である。全線走行時間27分間。
  - 快速停車駅には発車標が設置され、行先・次の停車駅・発車時刻が表示される[2]。
  - 停車駅は下記のみ。
  - 万頃沙駅 1801 - 横瀝駅 1802 - 番禺広場駅 1803 - 南村万博駅 1804 - 磨碟沙駅 1807 - 冼村駅 1808
  - 磨碟沙駅は2022年9月28日に快速停車駅として新たに指定された[35]。
  - 南村万博駅は2024年9月28日に快速停車駅として新たに指定された。

## 使用車両

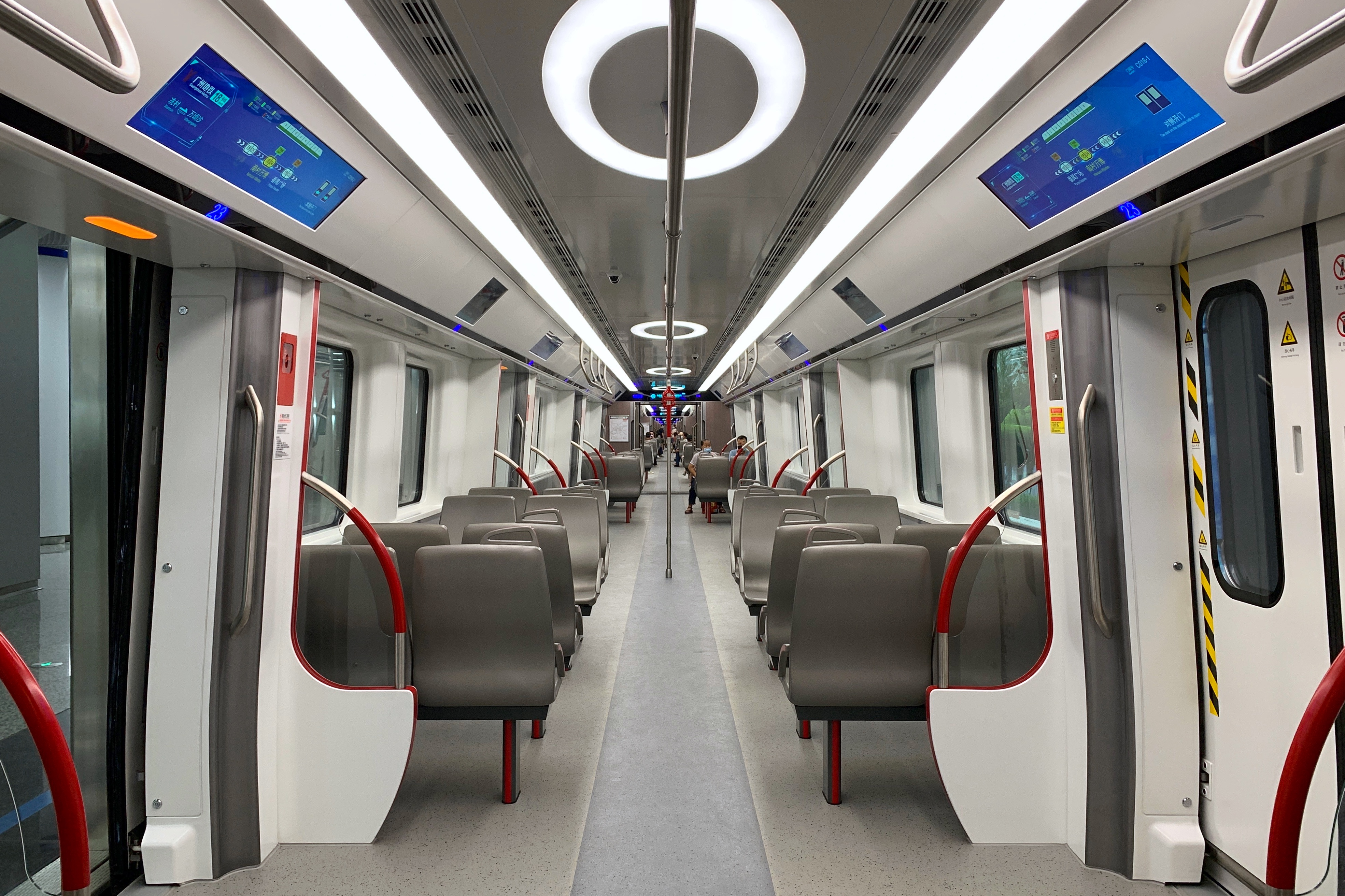
18号線列車内部

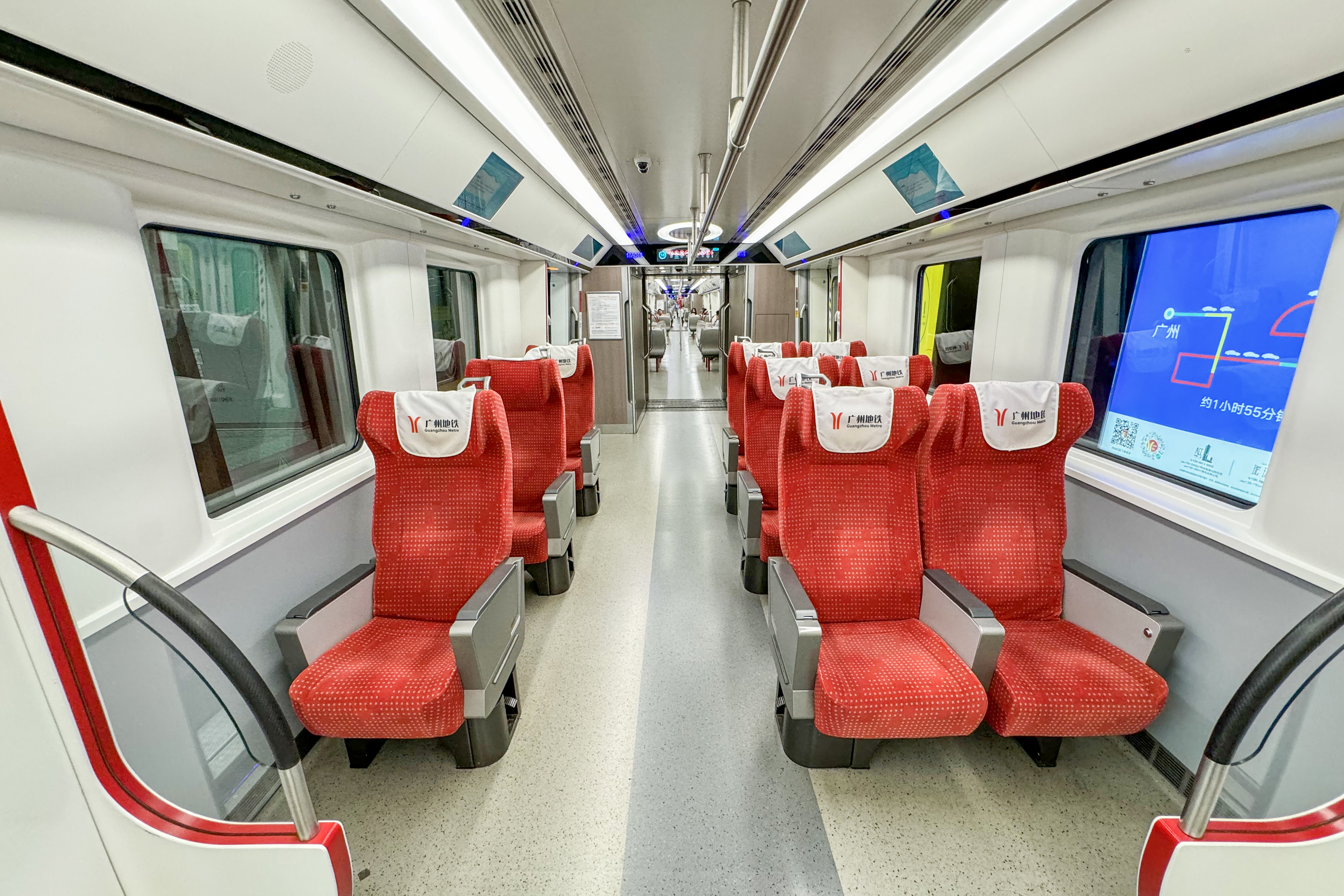
ビジネスクラス車内

18号線は8両編成のD型市域快線列車を使用している。最高運転速度は160 km/hで、2023年現在中国本土において最速で、高速レベルCBTCを導入した初の路線である、今後自動運転を実現する予定である。なお、18号線にはビジネスクラスおよび弱冷房車両を導入しているが、現在追加料金を徴収していない。
D型列車は中車株洲機車により製造、2020年9月25日に納品開始。開業初期はD型列車15列程度、そして一部の22号線の列車を加えて運転を行っている。

## 利用状況
本線が経由する南沙区は十分に発展しておらず、天河区に進出していても路線乗換がまだ実現できていないため、初期の利用者数が限られている。2021年9月開業から年末にかけて、1日平均乗降者数は7.56万人で、開業前の予想より下回る。

## 今後の発展
18号線は今後南北両方向で延伸し、都市間鉄道に移行する予定である。
18号線系統内では、北延伸線（広州東駅 - 花城街間）は「広花都市間鉄道」として建設を2021年9月に開始。広清都市間鉄道との直通運転連絡線も建設計画に入れる。南延伸線は2017年から2020年のうちに数回の計画・協議で確認され、2020年8月に「南中珠都市間鉄道」として批准された。中山市、珠海市を経由し、マカオの拱北口岸・港珠澳大橋人工島口岸まで延伸する路線である。
未来、18号線本線は系統内で両延伸線と直通運転する予定である。なお、18号線系統外で芳白都市間鉄道（22号線北延伸線）、広清都市間鉄道、深中都市間鉄道と直通運転する予定もある。